# Lithosia seminigra
Lithosia seminigra là một loài bướm đêm thuộc phân họ Arctiinae, họ Erebidae.